# Bodzianske Lúky
Bodzianske Lúky (em húngaro: Bogyarét) é um município da Eslováquia, situado no distrito de Komárno, na região de Nitra. Tem 5,17 km² de área e sua população em 2018 foi estimada em 186 habitantes.

## Demografia
| Ano:        | 1994 | 2004    | 2014    | 2024   |
| ----------- | ---- | ------- | ------- | ------ |
| Broj ljudi: | 255  | 223     | 191     | 177    |
| Razlika:    |      | -12,54% | -14,34% | -7,32% |

| Ano:               | 2023 | 2024   |
| ------------------ | ---- | ------ |
| Número de pessoas: | 175  | 177    |
| Diferença:         |      | +1,14% |